# Leon Krysiak
Leon Krysiak (* 5. März 2005 in Kielce) ist ein polnischer Squashspieler.

## Karriere
Leon Krysiak spielte 2022 erstmals und seitdem vereinzelt auf der PSA Squash Tour. Seine höchste Platzierung in der Weltrangliste erreichte er mit Rang 254 am 12. Februar 2024. Für die polnische Nationalmannschaft debütierte er 2023 bei den Europameisterschaften und gehörte auch 2024 und 2025 zum Kader. Im Einzel stand er bereits 2022 zum ersten Mal im Hauptfeld, kam dabei aber gegen Jakub Solnický nicht über die erste Runde hinaus. 2023 schied er ebenfalls in der ersten Runde aus, ehe er 2024 die zweite Runde erreichte. 2025 wurde er nach einem Finalsieg gegen den Titelverteidiger Filip Jarota erstmals polnischer Meister. Bei den World Games in Chengdu im selben Jahr unterlag er in der Auftaktrunde Yannick Wilhelmi in vier Sätzen.

## Erfolge
- Polnischer Meister: 2025